# Teesside-Raffinerie
Die Teesside-Raffinerie (engl. Teesside Refinery) war eine Erdölraffinerie in der Nähe des Ortes Seaton Carew, in der englischen Region North East England. Pro Jahr wurden 5,85 Mio. Tonnen Ekofisk-Rohöl verarbeitet. Die Raffinerie wurde am 5. November 2009 von Petroplus stillgelegt und sollte zu einer Vertriebs- und Lagerstätte umgebaut werden. Nach der Insolvenz von Petroplus ist der Umbauplan jedoch ins Stocken geraten.

## Die Raffinerie
Die Raffinerie ging 1966 in Betrieb. Sie befand sich in Seaton Carew, das in der Nachbarschaft der Orte Hartlepool und Middlesbrough liegt. Der Name der Raffinerie wurde vom Ballungsraum Teesside, welcher wiederum nach dem Fluss Tees benannt wurde, abgeleitet.
1981 wurde eine der beiden Rohöldestillationen stillgelegt und abgerissen. Gleichzeitig wurde die andere in ihrer Kapazität gesteigert, so dass die Rohölverarbeitungskapazität von 4 auf 5 Millionen Tonnen/Jahr gesteigert werden konnte. 1996 wurden wiederum zahlreiche Veränderungen an der Raffinerie wie der Einbau neuer Entschwefelungsanlagen und Sauerwasserstripper vorgenommen. Im Jahr 2000 wurde die Raffinerie von der Phillips Imperial Petroleum Ltd, der heutigen Phillips 66, an Petroplus verkauft.
Im November 2009 wurde die Raffinerie stillgelegt, da sie einen hohen Investitionsbedarf aufwies und das Raffieriegeschaft 2009 unter großen Überkapazitäten litt. Die Produktion war schon aus wirtschaftlichen Gründen im zweiten Jahresquartal 2009 angehalten worden, da der Absatz von Naphtha-Produkten defizitär war. Die Raffinerie sollte in ein Terminal zur Lagerung und Umschlag von Erdölprodukten umgebaut werden. Das Vorhaben geriet mit der Insolvenz von Petroplus ins Stocken.

### Die Verarbeitungsanlagen
Die Raffinerie breitete sich über 40 ha aus und Bestand bei ihrer Stilllegung aus:
- einer Rohöldestillation (117.000 Barrel/d)
- ein Hydrotreater für Destillate (32.000 Barrel/d)
- Schwefelrückgewinnung (4 Tonnen/d)
- Tank- und Lieferanlagen

Verarbeitet wurde in der Raffinerie ausschließlich das leichte und süße Ekofiskrohöl, welches durch eine Pipeline direkt bezogen wurde. Durch die Ausrichtung auf nur eine Rohölsorte wurde der Betrieb zunehmend unrentabeler. Die Produkte wurden hauptsächlich in den Nordosten Großbritanniens per LKW und Kesselwagen versendet. Die Rohöltanks der Raffinerie fassten 2,4 Mio. Barrel, wovon 0,9 Millionen in Tanks und 1,5 in unterirdischen Salzstöcken der benachbarten SABIC gelagert wurden.
Der Nelson-Index der die Komplexität der Verarbeitung angibt war mit 2,1 sehr niedrig.

## Produkte
Die Ausbeute der Produkte bestand aus:
- 33 % Diesel
- 5 % Kerosin
- 25 % Naphtha für Chemieanlagen
- 36 % Atmosphärischer Rückstand
- 1 % Prozessverlust und Eigenverbrauch

Der atmosphärische Rückstand war schwefelarm und wurde als schweres Heizöl abgesetzt.